# Iskandar Safa
Pour les articles homonymes, voir Safa.
Iskandar Safa, né le 3 avril 1955 à Ghadir (Liban) et mort le 29 janvier 2024 à Mougins (Alpes-Maritimes), est un milliardaire franco-libanais. 
Issu d'une grande famille chrétienne libanaise, proche du pouvoir maronite, il passe son enfance à Jounieh. Combattant brièvement pendant la guerre civile libanaise, il rejoint l'entreprise familiale en Arabie saoudite et travaille notamment avec la famille royale saoudienne.
Il se fait connaître en 1988 en intervenant lors de la crise des otages du Liban, puis en 1992 en rachetant les chantiers Constructions mécaniques de Normandie.
Considéré comme un homme de nombreux réseaux, souvent sulfureux, il a été cité dans différents scandales, notamment au Mozambique.
Avec son frère Akram Safa, il est propriétaire de Privinvest, un géant international de l'armement et de la construction navale. Il détient également un important portefeuille immobilier et hôtelier dans le Sud de la France.
Iskandar Safa est le propriétaire des titres du groupe Valmonde (groupe de presse), dont Valeurs actuelles.

## Biographie

### Jeunesse
Iskandar Safa naît dans une famille de chrétiens maronites de Deir-el-Qamar, proche du pouvoir libanais, son père ayant été directeur de cabinet de Béchara el-Khoury. Il passe son enfance à Jounieh.
Au début des années 1970, il intègre l'université américaine de Beyrouth, où il obtient un diplôme en génie civil. En 1975, il rejoint brièvement la faction militaire laïque des Gardiens des Cèdres, qui fait partie de la coalition du Front libanais à prédominance chrétienne et alliée des Forces libanaises, époque à laquelle il est alors surnommé « Sandy », un surnom qu’il gardera plus tard dans sa vie,,. Il quitte en 1977 le Liban plongé en pleine guerre civile. De 1978 à 1981, il conduit pour le compte du groupe familial des chantiers militaires en Arabie saoudite, notamment la construction d'une académie et d'un aéroport à Riyad. En 1982, il obtient un Master of Business Administration (MBA) de l'Institut européen d'administration des affaires (INSEAD) de Fontainebleau,.

### Négociateur et consultant export en armement
En 1985, Iskandar Safa est chargé par un groupe d’investisseurs arabes, notamment le prince saoudien Metaab bin Abdullah bin Abdulaziz Al Saoud, de redresser la chaîne hôtelière suisse Nova Park. Il entre en relation avec Jean-Charles Marchiani, alors cadre commercial de la chaîne hôtelière Le Méridien. La même année, il crée sa société de négociation, et obtient un premier contrat « en exécutant les marchés de compensation liés à la vente en Corée du Sud d'avions F5 et F20 de l'américain Northrop ».
En 1986, il devient le président de Triacorp International, dont le siège se trouve à Paris. Le 19 janvier 2005, il laisse sa place de président du conseil d'administration à Éric Giardini.
En 1988, il intervient dans l'affaire des otages français du Liban, dont il parvient à obtenir la libération. Il obtient la nationalité française après avoir négocié cette libération.
Il est un moment accusé, en 2001, d'avoir détourné une partie d'une rançon, dont l'existence est démentie par le gouvernement français, au profit de Charles Pasqua et Jean-Charles Marchiani, puis fait l'objet de la part de la justice française d'un mandat d'arrêt international à la suite d'une note de la DST, en lien avec le contentieux Eurodif, avant un non-lieu général en 2009,.
Dans le même temps, il négocie avec les Émirats arabes unis pour le compte des CNM qu'il a rachetés en 1992, et avec le soutien des autorités françaises, un contrat de 800 millions d'euros prévoyant la construction de six corvettes Combattante de 71 mètres, contrat signé en 2003.
En 2010, il joue un rôle actif dans des négociations avec les Émirats arabes unis (EAU) pour la vente de chasseurs Rafale.
En avril 2012, il intervient en Algérie lors de la vente de deux corvettes allemandes TKMS. De plus, avant le changement de régime libyen, il est très actif dans le pays et, selon certains médias, il a un accès direct à Mouammar Kadhafi grâce à Saïf al-Islam Kadhafi, l’un des fils du guide libyen.

### Construction navale
En 1992, il est retenu via sa holding Privinvest par le Comité interministériel de restructuration industrielle (CIRI) pour le rachat des Constructions mécaniques de Normandie (CMN) à Cherbourg, un chantier naval spécialisé dans le domaine militaire. Avec son frère Akram, faisant jouer leurs réseaux et leurs capacités de négociation, ils en relancent l'activité, en obtenant rapidement des contrats importants avec le Yémen et l'Indonésie, mais surtout avec le sultanat d'Oman puis avec les EAU. Il élargit ensuite l’activité des CMN, notamment dans le domaine de la fabrication d’hydroliennes. Il revendique plus tard : « Le lobbying, c'est mon métier de base ».
En 2007, il participe à la création du chantier naval Abu Dhabi Mar (en) avec Al Aïn International et en devient le directeur exécutif. Selon le site Intelligence Online, cette création marque un passage « à la taille supérieure » et l'enchaînement d'acquisitions industrielles partout dans le monde.
En 2010, via Abu Dhabi Mar, il devient l'actionnaire majoritaire du chantier naval grec Hellenic Shipyards (HSY). L'État grec lui en conteste la propriété. Après dix ans de procédures, il obtient un jugement en sa faveur, obligeant la Grèce à lui payer plus de 200 millions d'euros d'indemnités.
Depuis 2011, Iskandar Safa est vice-président non-exécutif du conseil d’administration de Marfin Investment Group (en), une holding cotée à la Bourse d’Athènes.
Privinvest annonce en 2016 une coentreprise avec Simportex pour la création d'un chantier naval en Angola.
En août 2017, il rachète pour 2,5 millions d'euros les activités « oil and gas » du logisticien français Necotrans, placé en redressement judiciaire partiel le 29 juin 2017. Le site Challenges.fr qualifie l'opération de « jackpot » en raison de la très haute rentabilité du secteur ainsi acquis.
Le 1er mars 2018, un consortium allemand composé de Thyssen Krupp Marine Systems et GNYK (German Naval Yards) est exclu par le gouvernement allemand de l'appel d'offre pour la construction du navire de guerre polyvalent MKS 180 au profit du constructeur néerlandais Damen et du groupe allemand Lürssen. Ce projet a depuis été renommé F126.
En mai 2020, les chantiers de constructions navales militaires de la German Naval Yards, détenue par Privinvest, et de Lürssen, détenus par la famille Lürssen annoncent leur volonté de fusionner. Ce projet n'a finalement pas abouti.

### Médias
En avril 2015, il rachète au groupe Pierre Fabre les titres du groupe Valmonde, parmi lesquels l’hebdomadaire Valeurs actuelles, et le mensuel Mieux vivre votre argent. L'opération est effectuée conjointement avec Étienne Mougeotte et Charles Villeneuve via Privinvest Médias, filiale de Privinvest,,.
En janvier 2019, il s'oppose à Xavier Niel pour la reprise du quotidien régional Nice-Matin, puis retire son offre devant l'opposition de la rédaction,. Lors de cette reprise, le député Éric Ciotti, réputé proche d'Iskandar Safa, soupçonne Christian Estrosi d'avoir soutenu Xavier Niel.
En juillet 2019, sa société Privinvest fait son entrée à hauteur de 39 % dans le capital d'Azur TV, une chaine de télévision locale qui était basée à Nice.

### Autres activités
Il est président du conseil du groupe FIMAS, qui est propriétaire des carrières de marbres de Saint-Pons-de-Thomières dans l’Hérault (Marbres de France).
En 2011, il acquiert à Mandelieu-la-Napoule le domaine de Barbossi, le plus grand domaine privé de la Côte d'Azur, qui occupe 40 % du territoire de la commune. C'est dans cette propriété qu'il possède des œuvres d'art exceptionnelles, dont Picasso, Modigliani, Marino di Teana, César, etc. Il contribue au financement de la construction de l'église Notre-Dame-du-Liban dans la ville. En 2018, il conteste un article de Mediapart évoquant ses intentions pour ce domaine, en précisant que « ses projets sont encore à l'état de... projets », et qu'il n'y prévoit pas d'activité de promotion immobilière.

### Mort
Il meurt le 29 janvier 2024 à Mougins (Alpes-Maritimes) des suites d'un cancer,,.

## Patrimoine
Iskander Safa est considéré, en 2017, comme le deuxième Libanais le plus riche après la famille Hariri.
Sa fortune est estimée en 2020 à un milliard d'euros, le plaçant dans les 100 Français les plus riches.

## Polémiques et affaires
En avril 2007, le journaliste Marc Francelet et le directeur du Point, Franz-Olivier Giesbert, sont entendus par la police pour l'achat présumé par l'homme d'affaires d'un article de complaisance paru en 2005 dans le magazine sous le titre « Un PDG interdit de séjour ». Marc Francelet, ayant servi d'informateur, aurait bénéficié d'un versement de 150 000 euros de la part d'Iskandar Safa, selon lui sans lien avec cet article, ni avec l'article du Monde intitulé « Iskandar Safa, l'insaisissable ». La rédaction du Point condamne l'intervention de cet informateur, qui est finalement relaxé pour non-lieu.
En août 2019, la justice mozambicaine lance des poursuites contre Iskandar Safa, dont le groupe de chantier naval est au centre d'un scandale financier d'un montant de deux milliards de dollars, et qui a mené à la cessation de paiement de l'État en 2016. Pour leur part, les États-Unis estiment qu'au moins 200 millions de dollars ont été dépensés en pots-de-vin. Le principal accusé dans le cadre de l'enquête du département de Justice américain, Jean Boustani, ancien responsable des ventes à Privinvest, affirme avoir payé, entre autres versements, un million de dollars à l'actuel président du Mozambique, Filipe Nyusi, pour le financement de sa campagne électorale en 2014. Il indique que ces versements étaient « connus et validés par Iskandar Safa »,. Le procès se termine par l'acquittement de Jean Boustani début décembre 2019 ; aucune charge n'est retenue contre lui, les faits ne s'étant pas déroulés sur le territoire américain. En février 2021, s'ouvre devant la Haute cour de justice britannique un second procès initié par le président du Mozambique contre les banques suisses ayant accepté le montage, et contre Privinvest qu'il accuse de corruption. Privinvest se défend publiquement en parlant de commissions conformes à la loi en vigueur au Mozambique et en réitérant que l'une de ces nombreuses commissions, qu'il détaille, a servi à financer la campagne présidentielle de Nyusi. La Cour de Londres rejette les accusations, qui pour elle relèvent d'un tribunal arbitral,.
Mentionné dans l'affaire dite des Panama Papers, il conteste les informations du quotidien Le Monde en défendant la licéité de ses activités.